# Phyllodromus trisetatus
Phyllodromus trisetatus är en spindeldjursart som beskrevs av Moraes och Melo 1997. Phyllodromus trisetatus ingår i släktet Phyllodromus och familjen Phytoseiidae. Inga underarter finns listade i Catalogue of Life.